# Athletic Trainer
Athletic Trainer (dt. ~Sportmediziner) ist ein Heilberuf, dessen Aufgabe es ist, Sportverletzungen zu verhindern, zu erkennen oder deren Heilung zu beschleunigen. Es handelt sich hierbei um einen Beruf, der in den USA Tradition hat und mit einer Ausbildung in „angewandter Sportmedizin“ zu umschreiben wäre.
Auszubildende des Fachs Athletic Training werden unter anderem in den Bereichen Anatomie, Physiologie, Kinetik, Biomechanik und Ernährungswissenschaften geschult und erhalten eine medizinische Ausbildung zur Beurteilung von Sportverletzungen.
Diplomierte Athletic Trainer bzw. „Certified Athletic Trainer“ (ATC) sollen dadurch befähigt werden, präventive Maßnahmen zur Unfallvermeidung einzuleiten, Erste Hilfe zu leisten sowie eine sofortige Einschätzung der Situation abzugeben.
Das Arbeitsfeld des ATC umfasst Mittelschulen, Gymnasien, Profi-Teams und betriebliche Sportstätten. Dort sind sie meist direkt am Spielfeldrand zu finden, wodurch eine sofortige Einleitung von Maßnahmen bzw. Behandlungen gewährleistet wird. 
Des Weiteren können Athletic Trainer ihrer Tätigkeit in Kuranstalten, Sport- und Allgemeinkliniken als auch bei niedergelassenen Ärzten nachgehen. Dort besteht ihr Aufgabenbereich in vorbereitenden Untersuchungen, in der Assistenz des behandelnden Arztes und in Rehabilitationsmaßnahmen. 
In den USA agieren Athletic Trainer unter der Leitung und Aufsicht von diplomierten Ärzten und leisten einen Beitrag zum Gesundheitswesen. Durch ihre Arbeit werden oft weitergehende Untersuchungen und Röntgenaufnahmen vermieden und eine Rehabilitation eingeleitet, wodurch wiederum eine schnelle Wiederaufnahme der sportlichen Aktivität gewährleistet werden soll. 
Die National Athletic Trainer's Association (NATA) fördert, unterstützt und organisiert die Athletic Trainer in beruflichen Belangen. 
ATC sind vordergründig in den USA vertreten, wo diese akkreditierten Schulungsprogramme von der American Medical Association (AMA) anerkannt sind. Es gibt Versuche durch Homayun Gharavi, Leiter der Deutschen Akademie für angewandte Sportmedizin, diese Berufsgruppe auch in Deutschland zu implementieren.